# Anna Memorata
Anna Memorata (ur. 1612/1615 w Łożebnicy, zm. ok. 1645) – polska poetka pochodzenia czeskiego, tworząca w języku łacińskim i podpisująca się jako Virgo Polona ("dziewica polska"). 

## Życiorys
Rodzina Anny Memoraty pochodziła z Czech. Według Teodora Wierzbowskiego (XIX wiecznego historyka i archiwisty) dziadek Anny, Jan Memorat już w XVI wieku przeniósł rodzinę do Wielkopolski, gdzie szybko się spolonizowała. Jego synem był Jakub Memorat, ojciec Anny. Jakub, urodzony na terenie Polski, był pastorem. Uważano go również za wybitnego filozofa i fizyka.  Anna Memorata miała dwóch braci, Jakuba oraz Jana. O matce rodzeństwa nic nie wiadomo. Na temat jej życia osobistego i miejsca śmierci wiemy bardzo mało. Na pewno była związana relacją przyjacielską z Christianem Teodorem Schosserem. Na temat jej męża, czy dzieci nie ma żadnych informacji.
Imię Anny Memoraty noszą ulice w Lesznie, oraz w Poznaniu.

## Twórczość
Jakub Memorat posiadał wyższe wykształcenie. Był uczonym oraz pastorem, zatem zadbał o dobrą edukację swojej córki. Zgodnie ze zwyczajem, jaki panował w domach duchownych braci czeskich, córka kształciła się pod kierunkiem ojca. Wykształcenie zdobyła w gimnazjum w Lesznie, szkole prowadzonej przez Jana Amosa Komeńskiego. Był to myśliciel czeski, przybyły do Leszna na nowej fali emigrantów po klęsce w bitwie na Białej Górze w 1620 roku. Dzięki temu Anna poznała m.in. grekę, łacinę, retorykę oraz przypuszcza się, że znała język polski. Nie zachowało się wiele wierszy poetki, wszystkie zostały zebrane przez Teodora Wierzbowskiego w tomiku: Anny Memoraty "Dziewicy Polskiej" łacińskie wiersze z lat 1640-1644. Wierzbowski opublikował szesnaście wierszy, które podzielił na dwie części. Pierwsza jest ściśle związana z czeskim poetą, który przyjechał do Leszna- Christianem Teodorem Schosserem oraz jest odpowiedzią na wiersze innych wielbicieli jej poezji. Druga część jest dedykowana Adamowi Grodzieckiemu oraz Kacprowi Dönhoffowi. Wiersze pochodzą z lat 1641, 1642 i 1644. Jej pierwszy zachowany wiersz pochodzi z 1635 roku. Napisany został z okazji ślubu Michała Henryka, rektora szkoły leszczyńskiej. Później do roku 1640 nic nie wiadomo o twórczości poetki. Sytuacja zmieniła się po poznaniu Teodora Schossera. 
Teodor Schosser pełnił ważną rolę w życiu Anny, ponieważ zachwycony jej językowymi zdolnościami, postanowił dbać i rozwijać jej talent oraz pasję do pisania. Pisał na jej temat ody oraz wiersze pochwalne, zachęcał do dalszej edukacji oraz nadzorował pisanie, nakierowując ją (zdaniem Schossera) na odpowiednie tory, tzn. miała sięgać po klasyczne wzory poezji, nie zaś inspirować się współczesnymi wtedy autorami. Założył w Lesznie "kółko poetyckie", do którego należało kilka ważnych postaci, w tym, jako jedyna kobieta, Anna Memorata.
Poetka była mocno związana z ówczesnym kręgiem poetów leszczyńskich. Duża część z nich pisała dla niej ody i wiersze pochwalne. Po tym, gdy Teodor Schosser nazwał ją Safoną, dziesiątą muzą oraz wychwalał jej piękno, wykształcenie oraz cnotę, reszta artystów zaczęła go naśladować. Zarówno o odpowiedziach na pochwały, jak i o samych wierszach poetki można powiedzieć, że cechuje je skromność. Pisała o swoim marnym talencie, ubogim doświadczeniu oraz nie czuła się godna, aby dostawać tyle wyróżnień. Anna Żalik pisze: "Pochwały nie wbiły Anny w dumę, a rozgłos, jaki niewątpliwie osiągnęła (...) nie pozbawił jej skromności, przeciwnie- w odpowiedziach poetki, skierowanych do wielbiących ją przyjaciół przebija raczej zażenowanie, jak gdyby sława ją przerastała, choć jednocześnie towarzyszyło jej, jak się wydaje, poczucie świadomości poetyckiej."
Anna Memorata pisywała wiersze okolicznościowe i panegiryki. XVII-wieczni uczeni doceniali jej talent, jednak Wierzbowski komentował jej styl jako nieoryginalny, powtarzający po innych autorach, nadużywający zapożyczeń. Faktem jest jednak, że w tamtych czasach nie było kwestią najważniejszą co kobieta pisała, ale że pisała w ogóle.
Mimo pochodzenia czeskiego Anna uznawała się za Polkę, prawdopodobnie dlatego podpisywała się pod swoimi wierszami Virgo Polona („dziewica polska”). 